# Bassaniodes bufo
Bassaniodes bufo es una especie de araña cangrejo del género Bassaniodes, familia Thomisidae. Fue descrita científicamente por Dufour en 1820.

## Distribución
Esta especie se encuentra en el Mediterráneo.